# Sella inglese

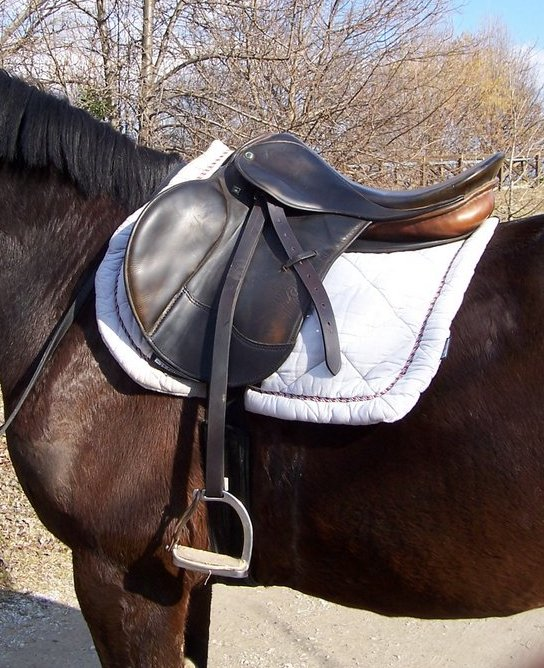
Sella inglese classica (con falsi quartieri), utilizzata con un sottosella. Notare anche la staffa di sicurezza.

La sella conosciuta come sella inglese (contrapposta alla sella americana) è usata in tutto il mondo, e non solo in Gran Bretagna o nei paesi anglofoni.
Il termine sella inglese comprende molti tipi di selle, comprese quelle usate nel salto ostacoli, nel dressage, nel galoppo e nel polo. Per coloro che non conoscono l'equitazione, la differenza più evidente con la sella americana è la mancanza di un pomello (che tuttavia manca anche in alcune selle americane da fondo).
L'altra caratteristica distintiva più importante che identifica la sella inglese è il fatto di avere una coppia di cuscini, attaccati al di sotto del seggio, e riempiti con lana, schiuma o aria. Quindi, la sella inglese incorpora un appoggio morbido, e, se ben adattata, non richiede l'uso di un sottosella aggiuntivo. Fra i due cuscini, vi è un canale mediano, denominato vita, che impedisce il contatto diretto fra le parti rigide della sella e la colonna vertebrale del cavallo.
Benché alcuni sellai abbiano sviluppato modelli alternativi, la sella inglese è in genere costruita su un telaio chiamato anima, fatta di legno, di acciaio temperato, o di materiale composito, che sostiene il cavaliere su un supporto di tela robusta che va dall'arcione anteriore alla paletta posteriore. Sull'altro lato della sella, c'è un gancio di acciaio, chiamato portastaffili; come indica il nome, è da qui che pendono gli staffili, cinghie molto robuste di cuoio o di nylon che sostengono le staffe. Sul margine inferiore della sella ci sono inoltre altre cinghie robuste di cuoio o di nylon denominate riscontri, su cui si collegherà il sottopancia - la cintura che trattiene la sella sul cavallo.
La sella e le sue varie parti sono coperte da un rivestimento i cuoio, nylon o microfibra, modellati in modo da costituire il seggio al di sopra, e i cuscini al di sotto.
Oltre al seggio e ai cuscini, le selle inglesi hanno su entrambi i lati un lembo di cuoio chiamato quartiere, che si pone fra la gamba del cavaliere e il cavallo, e impedisce che lo staffile pizzichi la pelle del cavallo. Su alcuni tipi di selle, il quartiere ha una particolare imbottitura per proteggere o sostenere il ginocchio del cavaliere. Talora, al quartiere vero e proprio, a contatto con il cavallo, è sovrapposto un falso quartiere, di forma analoga, che impedisce il contatto fra la gamba del cavaliere e i riscontri. Sulla sella possono essere applicati anelli d'acciaio denominati "campanelle", utilizzati come supporti per il pettorale e il sottocoda - finimenti utilizzati per mantenere la sella nella posizione corretta, impedendo che si sposti in avanti o all'indietro quando si superano terreni a forte inclinazione - o per le bisacce. Nella parte posteriore del quartiere o del falso quartiere c'è spesso una sottile striscia di cuoio, denominato passante, dove si infila l'estremità dello staffile.
È estremamente importante che la sella si adatti perfettamente alla schiena del cavallo ed al cavaliere; una sella non adatta può causare lesioni alla pelle del cavallo per sfregamento (le fiaccature), può ostacolare la libertà di movimento dell'arto anteriore, entrando in conflitto con la punta della scapola, può toccare la colonna vertebrale del cavallo, causando dolore e rigidità della schiena, o può indurre a errori di assetto del cavaliere, con conseguenze negative sia sulla sicurezza e sulla comodità del cavaliere, che sul benessere del cavallo. La pressione prolungata di cuscini inadatti può inoltre causare atrofia dei muscoli paravertebrali del cavallo, soprattutto in vicinanza del garrese; in questi cavalli il garrese appare particolarmente sporgente e affilato.
Le differenze fra i sottotipi delle selle inglesi sono poco appariscenti ma importanti. Le differenze consistono soprattutto nella posizione del seggio, e nella lunghezza e nella forma dei quartieri. Le selle usate in una disciplina dove il cavaliere è più eretto, e con la gamba più distesa, come il dressage, ha un quartiere più lungo per adattarsi alla gamba, e meno inclinato in avanti, poiché il ginocchio non deve avanzare. Inoltre, il seggio sarà più vicino al garrese, per tenere il baricebntro del cavaliere nel punto giusto. Al contrario, nelle discipline in cui il cavaliere ha bisogno di una staffatura corta per un sostegno maggiore, come nelle discipline da salto, i quartieri sono spostati opportunamente in avanti ed accorciati, e il seggio è spostato all'indietro. Una sella da salto avrà quartieri più corti e spostati in avanti di una sella da dressage, con il seggio leggermente spostato verso la paletta. Se i quartieri non fossero inclinati in avanti, il ginocchio del cavaliere vi si impiglierebbe. Se il seggio non fosse spostato all'indietro, il cavaliere sarebbe spinto in avanti sull'ostacolo. Una sella da corsa, con la quale i fantini usano staffili incredibilmente corti, avrà quartieri estremamente corti e postati in avanti (più orizzontali che verticali), e il seggio si estende a grande distanza dall'archetto per tenere nel punto opportuno il peso del cavaliere.
Durante la costruzione di una sella, si prendono anche in considerazione i cuscini. Mentre la sella da polo ha dei cuscini molto sottili, per permettere al cavaliere la maggiore libertà di movimento di torsione, una sella usata per il salto o per il completo può avere una imbottitura maggiore per dare al cavaliere un migliore sostegno nel superare gli ostacoli.
Le selle inglesi sono costruite in varie parti del mondo, ma molti ritengono che le migliori siano costruite a Wallsal, Inghilterra. Altri paesi che producono ottime selle inglesi sono la Germania, Svizzera e Stati Uniti. Anche l'Argentina produce molte selle, soprattutto per il mercato del polo, e secondo alcuni la loro qualità è molto buona.